# Литературная летопись Москвы
«Литературная летопись Москвы» — книжная серия, выходившая массовыми тиражами в издательстве «Московский рабочий» (Москва) в 1985—1990 годах. Книги серии содержат произведения разных жанров (от художественных до документальных) многих известных авторов, красочно рисующих многообразные стороны жизни Москвы XIX — начала XX столетия.
Формат: 84x108/32 (~130х205 мм); переплёт ледериновый, у каждого издания — своего цвета и оттенка.
Выявлено 17 книг серии.

## Книги серии

### 1985
- Боборыкин П. Д. 
Китай-город. Проездом: Роман в 5 книгах и повесть / Вступ. статья С. И. Чупринина. — М.: Московский рабочий, 1985. — 496, [16] с. — (Литературная летопись Москвы). — 100 000 экз.
- Глинка Ф. Н. 
Письма русского офицера:  [Проза. Публицистика. Поэзия. Статьи. Письма] / Сост., вступ. статья и коммент. С. Р. Серков, Ю. В. Удеревский. — М.: Московский рабочий, 1985. — 368 с. — (Литературная летопись Москвы). — 100 000 экз.
- Песня с бурей вечно сестры / Сост. В. Муравьёв. — М.: Московский рабочий, 1985. — 432 с. — (Литературная летопись Москвы). — 100 000 экз.

### 1986
- Дорошевич В. М. 
Избранные страницы / Сост., вступ. статья и примеч. С. И. Чупринина. — М.: Московский рабочий, 1986. — 416 с. — (Литературная летопись Москвы). — 100 000 экз.
  - В содержании разделы: Анекдотическое время; Вихрь; Старая театральная Москва.
- Толстой А. К. 
Драматическая трилогия. — М.: Московский рабочий, 1986. — 416 с. — (Литературная летопись Москвы). — 100 000 экз.

### 1987
- В царстве муз: Московский литературный салон Зинаиды Волконской, 1824-1829 гг / Сост., вступ. статья и примеч. В. Б. Муравьёва. — М.: Московский рабочий, 1987. — 576 с. — (Литературная летопись Москвы). — 100 000 экз.
  - Содержание: Произведения писателей и поэтов — посетителей салона З. А. Волконской: А. С. Пушкина, П. А. Вяземского, Е. А. Баратынского, Д. В. Давыдова, Адама Мицкевича, К. К. Павловой, С. Е. Раича, А. Н. Муравьёва, В. Ф. Одоевского, Д. В. Веневитинова, В. К. Кюхельбекера, А. С. Хомякова, С. П. Шевырёва, М. П. Погодина, И. В. Киреевского, а также стихи, посвящённые З. А. Волконской.
- «Клятву верности сдержали»: 1812 год в русской литературе: [Сборник прозы и поэзии: Воспоминания участников и очевидцев Отечественной войны 1812 года, а также документы и письма М. И. Кутузова] / Сост., вступ. статья и коммент. С. Р. Серкова. — М.: Московский рабочий, 1987. — 480 с. — (Литературная летопись Москвы). — 100 000 экз.
  - Словарь имён полководцев и военачальников: С. 465-474.

### 1988
- Ильф И.,Петров Е. 
Двенадцать стульев. Золотой теленок. — М.: Московский рабочий, 1988. — 608 с. — (Литературная летопись Москвы). — 125 000 экз. — ISBN 5-239-00012-3.
- Загоскин М. Н. 
Москва и москвичи: Записки Богдана Ильича Бельского, издаваемые М. Н. Загоскиным / Сост., вступ. статья и примеч. Н. Г. Охотин. — М.: Московский рабочий, 1988. — 624 с. — (Литературная летопись Москвы). — 100 000 экз. — ISBN 5-239-00492-7.
- Начало века: Москва начала XX столетия в произведениях русских писателей / Сост., статья, примеч. С. И. Чупринина. — М.: Московский рабочий, 1988. — 512 с. — (Литературная летопись Москвы). — 75 000 экз. — ISBN 5-239-00441-2.
- Карамзин Н. М. 
Записки старого московского жителя: Избранная проза / Вступ. статья В. Муравьева. — М.: Московский рабочий, 1988. — 528 с. — (Литературная летопись Москвы). — 100 000 экз. — ISBN 5-239-00533-8.
- Происшествие в Нескучном саду: Научно-фантастические повести, рассказы, пьеса, поэма: [Произведения советской фантастики 20-40-х годов] / Составитель: В. А. Ревич. — М.: Московский рабочий, 1988. — 528 с. — (Литературная летопись Москвы). — 125 000 экз. — ISBN 5-239-00107-3.

### 1989
- Зайцев Б. К. 
Голубая звезда: Повести и рассказы. Из воспоминаний / Сост., предисл. и коммент. Александра Романенко. — М.: Московский рабочий, 1989. — 576 с. — (Литературная летопись Москвы). — 100 000 экз. — ISBN 5-239-00302-5.
- Андрей Белый. 
Старый Арбат: Повести / Сост., вступ. статья и коммент. В. Б. Муравьев. — М.: Московский рабочий, 1989. — 592 с. — (Литературная летопись Москвы). — 75 000 экз. — ISBN 5-239-00308-4.
  - Примечания: с. 579-588.

### 1990
- Юлия, или Встречи под Новодевичьим: Московская романтическая повесть конца XIX — начала XX века / Сост., втупит. статья, примеч. Вл. Б. Муравьёва. — М.: Московский рабочий, 1990. — 544 с. — (Литературная летопись Москвы). — 100 000 экз. — ISBN 5-239-00303-3.
- Шмелёв И. С. 
Лето Господне: [Праздники. Радости. Скорби]; Богомолье; Статьи о Москве / Составление, вступит. статья, комментарий Б. Н. Любимова. — М.: Московский рабочий, 1990. — 576 с. — (Литературная летопись Москвы). — 100 000 экз. — ISBN 5-239-00621-0.
- Осоргин М. А. 
Сивцев Вражек: Роман. Повесть. Рассказы. — М.: Московский рабочий, 1990. — 704 с. — (Литературная летопись Москвы). — 150 000 экз. — ISBN 5-239-00627-X.